# Royal Tongan Airlines
Royal Tongan Airlines fue la aerolínea nacional de Tonga. Fundada en 1985 y liquidada en 2004, operaba vuelos interinsulares y rutas internacionales.    

## Historia

### Años formativos
En 1983, la aerolínea japonesa All Nippon Airways realizó un estudio de viabilidad para la instalación de una aerolínea de bandera tongana. Se planeó que Friendly Island Airways comenzara a operar en octubre de 1974, con asistencia técnica y administrativa provista por la aerolínea japonesa, y que la compañía operara un excedente ANA Boeing 737-200. El plan se abandonó a favor de la participación tongana en Nauru Airlines, que se esperaba recibir un tercer Fokker F28 y también se extendió la ruta Nauru - Apia a Tonga. En ese momento, los vuelos entre Apia y Tonga eran operados exclusivamente por Polynesian Airlines.

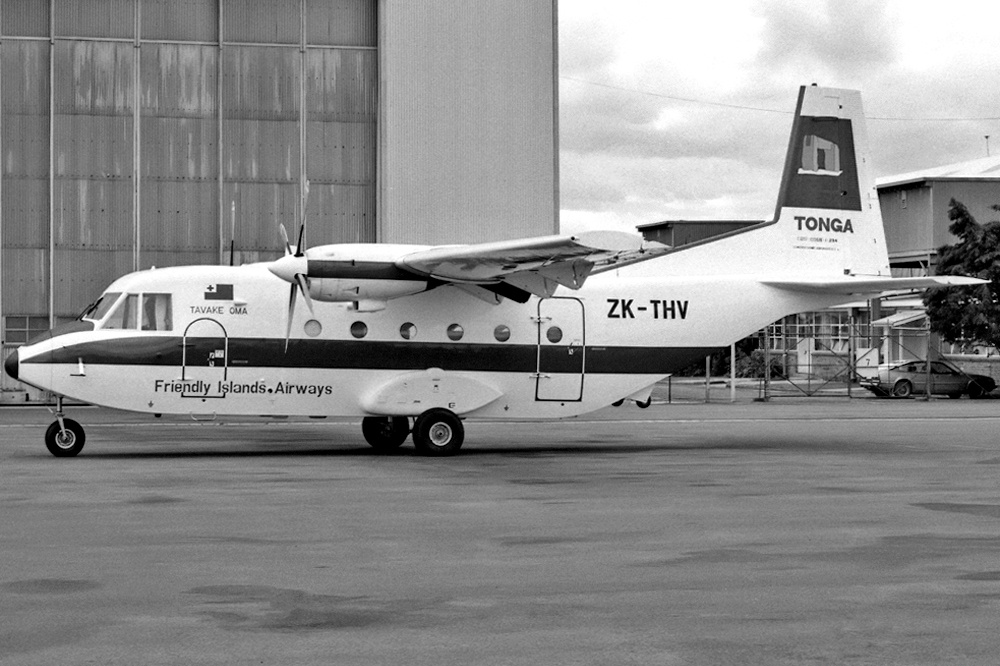
CASA 212 de Friendly Island Airways en el Aeropuerto de Essendon (1986)

En 1985, el Rey de Tonga Taufa'ahau Tupou IV visitó la fábrica de British Aerospace en Woodford, lo que generó esperanzas con el fabricante de que Tonga compraría el British Aerospace ATP. Sin embargo, el gobierno tongano y la Junta de Productos Básicos de Tonga compraron CASA 212 y Britten Norman Islander con los que se podían operar vuelos nacionales. Los vuelos a Pago Pago y Apia comenzaron con CASA en 1986. A medida que se mejoraron los aeródromos en Vavaʻu, Haʻapai, ʻEua y Niuas, la aerolínea mejoró el avión entre islas. En 1989, la aerolínea arrendó dos De Havilland Canada DHC-6 Twin Otter para reemplazar al CASA y el Islander, y después del período de arrendamiento inicial, compró el avión al arrendador, Guinness Peat Aviation. En junio de 1991, se cambió el nombre de Friendly Island Airways a Royal Tongan Airlines, y se iniciaron los servicios internacionales con un Boeing 737-200 que fue arrendado de Solomon Airlines, desde Tongatapu a Auckland. La aerolínea estaba considerando adquirir un Douglas DC-8 para operar vuelos a Australia, Nueva Zelanda y Honolulu, sin embargo, esto no sucedió y en 1994 la aerolínea firmó un acuerdo de código compartido con Polynesian Airlines en rutas a Sídney, Honolulu y Los Ángeles.  
En junio de 1995, se firmó un acuerdo con Air Pacific, que vio el arrendamiento compartido de un Boeing 737-300 operado en las rutas de Royal Tongan. La aerolínea también obtuvo la aprobación del gobierno australiano para transportar pasajeros en su ruta Sídney-Auckland-Tonga. En 1996, la aerolínea abrió una oficina en Honolulu y comenzó a compartir códigos en vuelos de Air New Zealand desde Tongatapu a la capital hawaiana. El 28 de octubre de 1997, se inició un acuerdo de código compartido con Polynesian Airlines. En el acuerdo firmado a principios de octubre de 1997, Polynesian Airlines amplió sus vuelos Apia - Wellington - Melbourne para operar Apia-Tonga-Wellington-Melbourne. El acuerdo fue una continuación de los esfuerzos de las aerolíneas en el Pacífico Sur para agrupar sus recursos limitados para maximizar sus servicios.
Los vuelos directos entre Tongatapu y Sídney se anunciaron en abril de 1999 como parte de una iniciativa de Tonga para aumentar el número de turistas procedentes de Australia. Las frecuencias semanales, las primeras de una aerolínea tongana a Australia, fueron operadas por un Boeing 737 fletado de Air Pacific.

### Expansión internacional

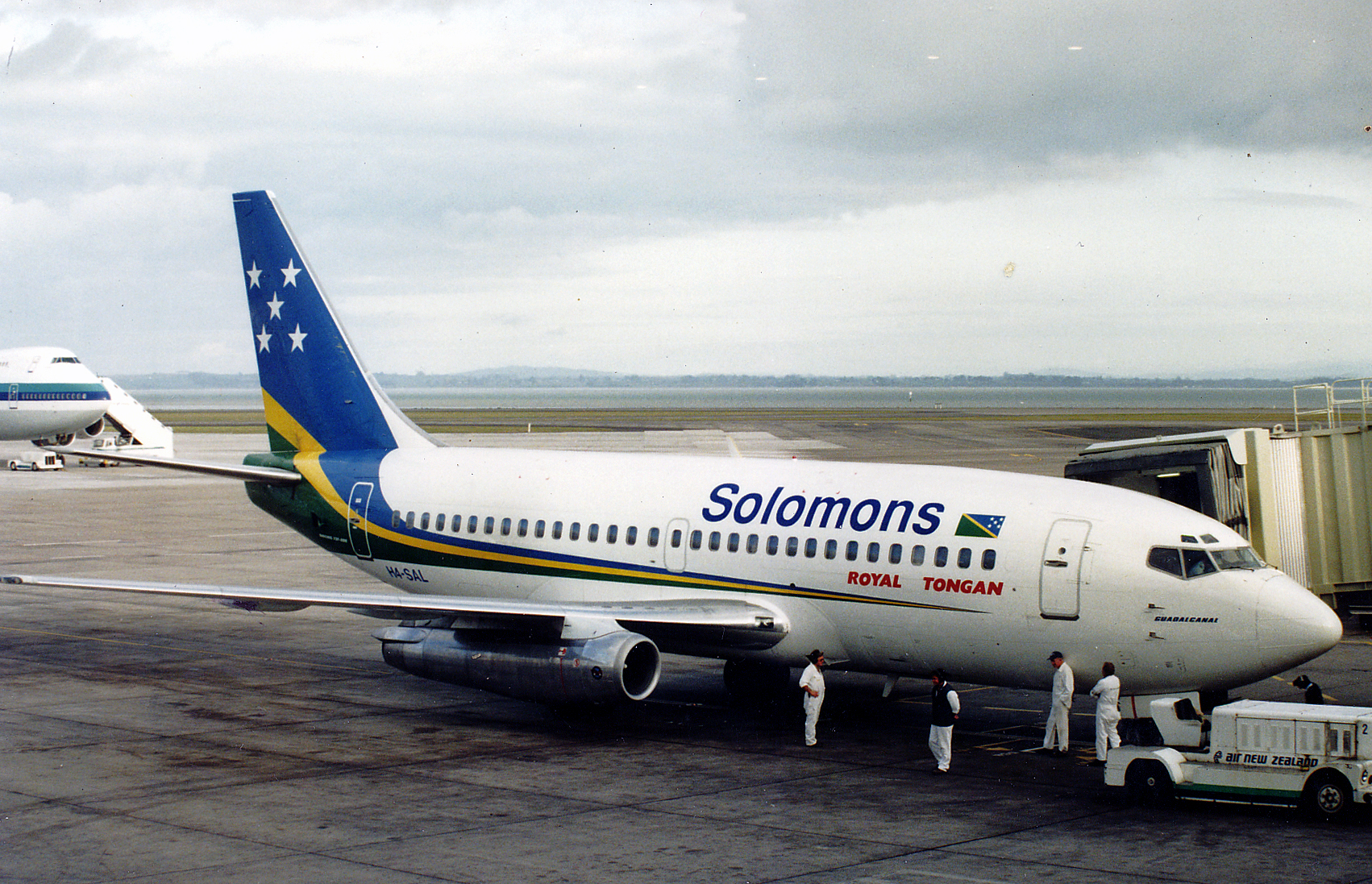
Vuelo de Royal Tongan Airways siendo operado por Solomon Airlines.

En octubre de 2002, una delegación de Niue viajó a Tonga para pedir a Royal Tongan que continuara operando vuelos desde Tongatapu a Niue. Sin embargo, la aerolínea informó que ya no podía mantener el servicio.
En 2002, la aerolínea arrendó un Boeing 757 de Royal Brunei Airlines para reiniciar los servicios internacionales. El acuerdo vio el arrendamiento de la aeronave por un período de cinco años. Miembros de la nobleza y parlamentarios se opusieron a que el gobierno tongano brindara apoyo financiero a Royal Tongan con fondos públicos, debido a las deudas que la aerolínea tenía.
El servicio de Royal Tongan apodado "Ikale Tahi"' fue inaugurado en el Aeropuerto Internacional Fua'amotu el 23 de noviembre de 2002. Habían frecuencias tres veces por semana desde Tongatapu a Auckland, con una extensión a Sídney una vez por semana. En 2003 la aerolínea obtuvo el certificado de operador aéreo con el fin de operar vuelos a Honolulu. La entrada al mercado estadounidense se produjo cuando Royal Tongan comenzó a operar vuelos a Honolulu, el 19 de diciembre.

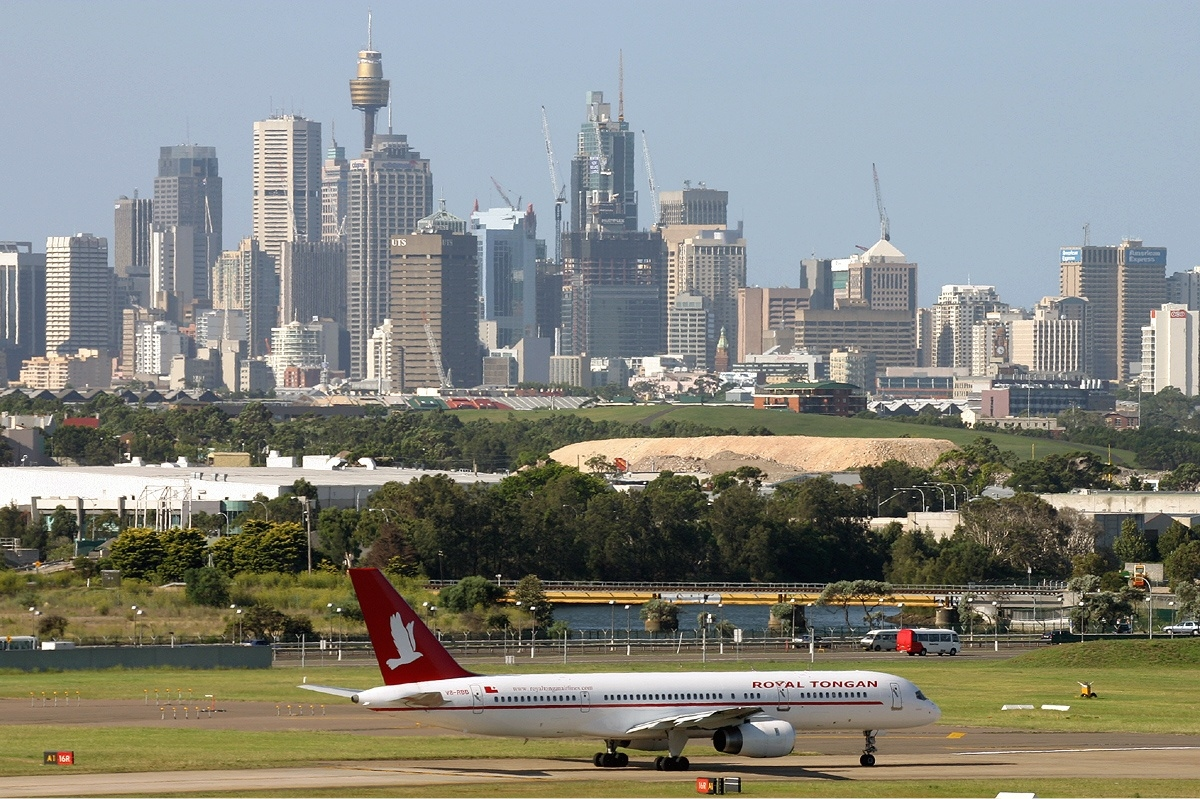
Boeing 757-200 en el Aeropuerto de Sídney (2004).

El Director del Movimiento por los Derechos Humanos y la Democracia afirmó que la reestructuración de la aerolínea se vio afectada por la falta de transparencia. Lopeti Senituli señaló que el Primer Ministro tongano, el príncipe ʻUlukālala Lavaka Ata, escribió al consejo de Royal Tongan Airlines y les ordenó que renunciaran. Al mismo tiempo, señaló que Shoreline, una compañía propiedad del príncipe, había expresado su interés en hacerse cargo de la aerolínea.
La aerolínea encargó a KPMG que revisara la situación financiera de la aerolínea, y en noviembre de 2003 el informe de la firma de contabilidad concluyó que la compañía era casi insolvente y que muy pocos pasajeros volaban en las rutas internacionales de la misma. La revisión concluyó que Royal Tongan había perdido 5,5 millones de dólares estadounidenses en los primeros nueve meses de sus operaciones internacionales. Al rechazar la revisión de KPMG, el CEO Logan Appu, declaró que la aerolínea continuaría operando sus rutas internacionales y confirmó que comenzaría a volar a Honolulu en diciembre de 2003, a pesar del informe que recomendaba que Royal Tongan abandone los vuelos internacionales y concentrarse solo en servicios domésticos. El representante popular, Feleti Sevele, señaló que el informe sugería que el gobierno necesitaría inyectar 10 millones de dólares en la aerolínea, mientras que el presupuesto total de Tonga es de solo 50 millones.
La introducción de la ruta a Rarotonga provocó una guerra de precios con Air New Zealand. Los paquetes de cinco noches a Rarotonga antes de que Royal Tongan ingresara a la escena costaron aproximadamente 1299 dólares neozeolandeses, y después de que la aerolínea ingresó al mercado, los precios cayeron a 829–899 dólares por paquetes de siete noches.

### Hacia la liquidación
La aerolínea dejó de vender vuelos internacionales el 23 de abril de 2004 y anunció que el último vuelo internacional partiría de Tongatapu a Auckland al día siguiente, por lo que el Boeing 757 fue embargado por falta de pago y fue devuelto a Royal Brunei Airlines. Si bien la administración de la aerolínea no proporcionó razones para el cese de las rutas internacionales, se creía que estaba relacionada con la crisis financiera que estaba experimentando la compañía aérea. Después del cierre, Tonga dependía de Air New Zealand, Air Pacific, Air Fiji y Polynesian Airlines para los servicios aéreos internacionales.
El parlamentario Akilisi Pōhiva culpó al rey Taufa'ahau Tupou IV por la crisis financiera de la aerolínea. A su vez, pidió al monarca que utilizara sus fondos personales para ayudar económicamente a la empresa. Señaló que el soberano había emitido un decreto real para que el proyecto 757 continuara, a pesar de la oposición del gabinete y del parlamento.
El 18 de mayo de 2004, la aerolínea cesó todas las operaciones, provocando que 100 personas quedaran desempleadas, y las islas de Tonga quedaron sin servicio aéreo nacional. El cierre se vio forzado ya que el único avión en condiciones, el Shorts 360, se averió y no se contaban con los fondos necesarios para repararlo.    
En julio de 2004, PricewaterhouseCoopers descubrió que los únicos activos sustanciales restantes de la compañía eran un hangar y los dos aviones. Para diciembre de 2004, se informó que los acreedores habían presentado reclamos de 8,5 millones de dólares estadounidenses de los liquidadores, pero que solo habían recuperado 1,13 millones de la venta de activos. PwC también señaló que solo 106 de 206 exempleados de la aerolínea habían presentado reclamos. El De Havilland Canada DHC-6 Twin Otter se vendió en enero de 2005 por 850.000 de dólares, y la venta de activos de las oficinas de la aerolínea en Nukualofa y en el extranjero generó 71.000 dólares y 8.000 dólares respectivamente.
Debido a la falta de rutas nacionales en Tonga, en junio de 2004, Air Waves de Vava'u y Fly Niu Airlines comenzaron a operar algunas de las de Royal Tongan.

## Antiguos destinos
| Países         | Destinos     | Aeropuertos                               |
| -------------- | ------------ | ----------------------------------------- |
| Australia      | Sídney       | Aeropuerto Internacional Kingsford Smith  |
| Islas Cook     | Rarotonga    | Aeropuerto Internacional Rarotonga        |
| Estados Unidos | Honolulu     | Aeropuerto Internacional Daniel K. Inouye |
| Fiyi           | Nadi         | Aeropuerto Internacional de Nadi          |
| Nueva Zelanda  | Auckland     | Aeropuerto Internacional de Auckland      |
| Samoa          | Apia         | Aeropuerto Internacional Faleolo          |
| Tonga          | 'Eua         | Aeropuerto de 'Eua                        |
| Tonga          | Lifuka       | Aeropuerto Salote Pilolevu                |
| Tonga          | Neiafu       | Aeropuerto Internacional de Vava'u        |
| Tonga          | Niua Fo'ou   | Aeropuerto de Niuafo'ou                   |
| Tonga          | Niuatoputapu | Aeropuerto de Niuatoputapu                |
| Tonga          | Nukualofa    | Aeropuerto Internacional Fua'amotu        |

## Flota histórica
| Aeronaves                            | Total | Introducido | Retirado | Matrículas                                          |
| ------------------------------------ | ----- | ----------- | -------- | --------------------------------------------------- |
| Boeing 737-200                       | 1     | 1999        | 2001     | ZK-NAF                                              |
| Boeing 737-300                       | 1     | 1995        | 1999     | DQ-FJD                                              |
| Boeing 757-200                       | 1     | 2002        | 2004     | V8-RBB                                              |
| Britten-Norman Islander              | 1     | 1985        | 1989     | ZK-NNE                                              |
| CASA C-212 Aviocar                   | 1     | 1985        | 1990     | ZK-THV (rrg. A3-SMP)                                |
| De Havilland Canada DHC-6 Twin Otter | 3     | 1988        | 2004     | DQ-AFM, ZK-FQK (rrg. A3-FQK) y ZK-FQL (rrg. A3-FQL) |
| Harbin Y-12                          | 1     | 2004        | 2004     | DQ-FSC                                              |
| Hawker Siddeley HS 748               | 2     | 1997        | 2001     | ZK-DES y A3-MCA                                     |
| Short 360                            | 1     | 2000        | 2004     | A3-BFK                                              |